# Venha Ver o Pôr do Sol e Outros Contos
Venha Ver o Pôr do Sol e Outros Contos é um livro de Lygia Fagundes Telles, publicado em 1988, pela Ática, o qual possui um conto de mesmo título. Na obra, fatos fantásticos ou dramáticos revelam faces de uma existência voltada para o mágico e para a dor. Estes contos captam a vida além das aparências do dia a dia.